# Billboard Türkiye
Los Billboard Türkiye es la revista oficial de listas musicales en Turquía. La revista fue fundada en noviembre de 2006, también esta el "Billboard Radio" está en la FM 87.7 en las radios turcas.

## Listas
Las listas de Billboard se aceptan como los charts oficiales de Turquía. Los gráficos se actualizan todos los lunes en la página web y también con la revista, las listas se publican como mensual, también.
- Top 20 Türkiye
- Turquía Top 20 Rock Chart